# 布羅尼斯瓦夫·畢蘇斯基
布羅尼斯瓦夫·彼得·畢蘇斯基（波蘭語：Bronisław Piotr Piłsudski；1866年11月2日—1918年5月17日），波蘭文化人類學家，阿伊努人研究專家。為波蘭元首約瑟夫·畢蘇斯基的哥哥。

## 生平
布羅尼斯瓦夫和約瑟夫·畢蘇斯基的母親於1886年去世後他們離開聖彼得堡，於1874年住在維爾紐斯，繼續自學三年。布羅尼斯瓦夫·畢蘇斯基通過在當地一所大學考試。
布羅尼斯瓦夫，於1887年與列寧的哥哥參與暗殺亞歷山大三世的陰謀，被判處有期徒刑十五年，發配薩哈林島做苦工(卡托加)，他用自己的時間在那裡進行研究。在1891年，他遇見了民族志學者列弗·斯騰伯格。然後他被送往該島南部的一部分。
1894年，他被帝國科學院賦予學習阿伊努語。那年他在阿伊努村子裡定居，愛上了一個阿伊努女人Chufsanma，正式娶了她，並有一個兒子和女兒，Sukezo和喜代和她在一起。他的妻子是薩哈林島一位村長Bafunkei的侄女。1903年他記錄了阿伊努語。從這些原始錄音的千餘字作出字典，被翻譯成超過10種語言。畢蘇斯基也記錄下阿伊努人的神話，文化，音樂和習俗。他建立了一所學校，在那裡他為當地兒童教授俄語和數學。學校只在冬季農業淡季開放。
1904年，日俄戰爭爆發。由於傳言如果一個人說俄語，將徵召到俄羅斯軍隊，當地人就開始拒絕學習俄語。此外，阿伊努人準備在日本登陸薩哈林後進行合作。當地人告訴布羅尼斯瓦夫，不會送兒子到他的學校。村長Bafunkei告訴畢蘇斯基仍在繼續為回到波蘭而戰。畢蘇斯基勉強答應了他。
他後來搬到日本，他在那裡結識了大隈重信，二葉亭四迷，鳥居龍藏，片山森和其他人，並幫助反帝國的俄羅斯難民的組織。其中二葉亭四迷成為布羅尼斯瓦夫的非常親密的朋友。他深情地描述布羅尼斯瓦夫為「一個怪球」，如此善良和天真得像個孩子。
他後來轉到歐洲在法國和瑞士輾轉旅行，於1918年5月17日，他被淹死在塞納河附近的新橋，1918年5月21日他的屍體被發現，他的死被認為是自殺。
他的所有後代今天生活在日本，是日本公民。正如約瑟夫·畢蘇斯基只有女兒，整個畢蘇斯基家族的直接父系後代只有布羅尼斯瓦夫的後代，住在今天的橫濱。